# Bistrispinaria woodi
Bistrispinaria woodi är en tvåvingeart som först beskrevs av Mario Bezzi 1924.  Bistrispinaria woodi ingår i släktet Bistrispinaria och familjen borrflugor. Inga underarter finns listade.